# Duale Kategorie
In der Mathematik ordnet man jeder Kategorie eine duale Kategorie zu, die im Wesentlichen dadurch entsteht, dass man alle Pfeile (das heißt Morphismen) umdreht. Die einfache Tatsache, dass dadurch wieder eine Kategorie entsteht, führt zu einem Dualitätsprinzip, das einerseits zu jeder kategorientheoretischen Definition eine entsprechende duale Definition liefert und andererseits den Beweisaufwand durch Übergang zur dualen Kategorie verringert.

## Definition
Es sei {\displaystyle {\mathcal {C}}} eine Kategorie, das heißt man hat eine Klasse von Objekten, zu je zwei Objekten {\displaystyle C,D} eine Menge (je nach Definition auch nur eine Klasse) {\displaystyle \mathrm {Hom} _{\mathcal {C}}(C,D)} von Morphismen, die man auch als Pfeile {\displaystyle f\colon C\rightarrow D} darstellt, und eine Komposition genannte Operation {\displaystyle \circ }, die zwei Morphismen {\displaystyle f\colon C\rightarrow D} und {\displaystyle g\colon D\rightarrow E} einen Morphismus {\displaystyle g\circ f\colon C\rightarrow E} zuordnet, so dass gewisse Regeln gelten. Diese Regeln sind
Assoziativität: {\displaystyle (h\circ g)\circ f=h\circ (g\circ f)}, wann immer diese Kompositionen möglich sind.
Identischer Morphismus: Zu jedem Objekt {\displaystyle C} gibt es einen Morphismus {\displaystyle 1_{C}\colon C\rightarrow C}, so dass {\displaystyle f\circ 1_{C}=f=1_{D}\circ f} für alle Morphismen {\displaystyle f\colon C\rightarrow D}.
Die duale Kategorie {\displaystyle {\mathcal {C}}^{op}} besteht aus
den Objekten von {\displaystyle {\mathcal {C}}}
den Morphismenmengen {\displaystyle \mathrm {Hom} _{{\mathcal {C}}^{op}}(C,D):=\mathrm {Hom} _{\mathcal {C}}(D,C)}
und der Komposition {\displaystyle g\diamond f:=f\circ g} für {\displaystyle f\in \mathrm {Hom} _{{\mathcal {C}}^{op}}(C,D)} und {\displaystyle g\in \mathrm {Hom} _{{\mathcal {C}}^{op}}(D,E)}.
Leicht zeigt man, dass diese Daten tatsächlich eine Kategorie definieren, und zwar mit denselben identischen Morphismen, indem man die Forderungen an {\displaystyle \diamond } auf die entsprechenden Eigenschaften von {\displaystyle \circ } zurückführt. Die Komposition in {\displaystyle {\mathcal {C}}^{op}} schreibt man dann wieder mit dem typischen Kompositionszeichen {\displaystyle \circ } und muss gegebenenfalls erwähnen, in welcher Kategorie die Komposition ausgeführt wird.

## Natürliches Auftreten dualer Kategorien
Bei kontravarianten Funktoren {\displaystyle F\colon {\mathcal {C}}\rightarrow {\mathcal {D}}} kehrt sich definitionsgemäß die Verknüpfungsreihenfolge um, das heißt für komponierbare Morphismen {\displaystyle f} und {\displaystyle g} aus {\displaystyle {\mathcal {C}}} gilt {\displaystyle F(g\circ f)=F(f)\circ F(g)}. Man erhält daraus einen gewöhnlichen (kovarianten) Funktor, indem man diesen als Funktor {\displaystyle {\mathcal {C}}^{op}\rightarrow {\mathcal {D}}} oder {\displaystyle {\mathcal {C}}\rightarrow {\mathcal {D}}^{op}} auffasst. Man kann umgekehrt kontravariante Funktoren als Funktoren auf dualen Kategorien definieren.
Das prominenteste Beispiel ist der Hom-Funktor in der ersten Variablen. Für ein festes Objekt {\displaystyle B} ist {\displaystyle \mathrm {Hom} (-,B)} ein Funktor {\displaystyle {\mathcal {C}}\rightarrow {\mathcal {Set}}^{op}} bzw. {\displaystyle {\mathcal {C}}^{op}\rightarrow {\mathcal {Set}}}, wobei {\displaystyle {\mathcal {Set}}} die Kategorie der Mengen bezeichne. Manchmal tragen die {\displaystyle \mathrm {Hom} }-Mengen zusätzliche Struktur, so dass man eine andere Zielkategorie erhält. Ist zum Beispiel {\displaystyle K} ein fest gewählter Körper und {\displaystyle {\mathcal {Vect}}_{K}} die Kategorie der {\displaystyle K}-Vektorräume mit den {\displaystyle K}-linearen Abbildungen als Morphismen, so ist {\displaystyle \mathrm {Hom} (C,K)} nichts weiter als der Dualraum des Vektorraums {\displaystyle C}. Dieser Dualraumfunktor {\displaystyle \mathrm {Hom} (-,K)} ist ein Funktor {\displaystyle {\mathcal {Vect}}_{K}\rightarrow {\mathcal {Vect}}_{K}^{op}}.
Ein weiteres wichtiges Anwendungsbeispiel dieses {\displaystyle \mathrm {Hom} }-Funktors und der dualen Kategorie ist die Yoneda-Einbettung. Jedem Objekt {\displaystyle B} der Kategorie {\displaystyle {\mathcal {C}}} wird der oben erwähnte Funktor {\displaystyle \mathrm {Hom} (-,B)\colon {\mathcal {C}}^{op}\rightarrow {\mathcal {Set}}} zugeordnet. In diesem Fall erhält man eine Einbettung der Kategorie {\displaystyle {\mathcal {C}}} in die Funktorkategorie {\displaystyle {\mathcal {Set}}^{{\mathcal {C}}^{op}}}.

## Das Dualitätsprinzip
Trivialer Weise gilt {\displaystyle ({\mathcal {C}}^{op})^{op}={\mathcal {C}}}, denn wenn man einen Pfeil zweimal umdreht, befindet man sich wieder in der Ausgangssituation.
Hat man einen kategorientheoretischen Begriff mittels Objekten und Morphismen definiert, so kann man dazu einen weiteren definieren, indem man alle Pfeile in der Definition umdreht, diesen nennt man den dualen Begriff. Beispielsweise ist ein Monomorphismus ein Morphismus {\displaystyle f\colon C\rightarrow D}, so dass für je zwei Morphismen {\displaystyle g,h\colon B\rightarrow C} mit {\displaystyle f\circ g=f\circ h} schon {\displaystyle g=h} gilt. Kehrt man die Pfeile und damit die Kompositionsreihenfolge um, so erhält man den Begriff des Epimorphismus. Das ist demnach ein Morphismus {\displaystyle f\colon D\rightarrow C}, so dass für alle Morphismen {\displaystyle g,h\colon C\rightarrow B} mit {\displaystyle g\circ f=h\circ f}  schon {\displaystyle g=h} gilt. Damit sind die Monomorphismen in {\displaystyle {\mathcal {C}}} Epimorphismen in {\displaystyle {\mathcal {C}}^{op}} und entsprechend sind die Epimorphismen in {\displaystyle {\mathcal {C}}} Monomorphismen in {\displaystyle {\mathcal {C}}^{op}}, und das gilt wegen {\displaystyle ({\mathcal {C}}^{op})^{op}={\mathcal {C}}} auch jeweils umgekehrt.
Viele Konstruktionen erzeugen nur vordergründig bestimmte Objekte, genau genommen handelt es sich um Objekte mit Morphismen, die gewissen Bedingungen unterliegen. So ist das Produkt zweier Objekte {\displaystyle C_{1}} und {\displaystyle C_{2}} ein Objekt {\displaystyle P} mit zwei Morphismen {\displaystyle p_{1}\colon P\rightarrow C_{1}} und {\displaystyle p_{2}\colon P\rightarrow C_{2}}, so dass es zu allen anderen Objekten {\displaystyle Q} mit Morphismen {\displaystyle q_{1}\colon Q\rightarrow C_{1}} und {\displaystyle q_{2}\colon Q\rightarrow C_{2}} genau einen Morphismus {\displaystyle f\colon Q\rightarrow P} gibt, so dass {\displaystyle q_{1}=p_{1}\circ f} und {\displaystyle q_{2}=p_{2}\circ f}. Diese Morphismenbedingungen lassen sich dualisieren (durch Umkehrung aller Pfeile), und man erhält den Begriff des Koproduktes.
Genauso kann man kategorielle Eigenschaften dualisieren. So kann eine Kategorie endlich vollständig sein, das heißt alle endlichen Limiten enthalten. Die duale Eigenschaft, alle endlichen Kolimiten zu enthalten, heißt dann Kovollständigkeit.
Das Dualitätsprinzip liefert nun zu jeder Aussage über Objekte und Morphismen einer Kategorie {\displaystyle {\mathcal {C}}} eine entsprechende duale Aussage. Jene Aussage gilt genau dann in {\displaystyle {\mathcal {C}}}, wenn die duale Aussage in {\displaystyle {\mathcal {C}}^{op}} zutrifft.
Hat man beispielsweise eine kategorientheoretische Aussage, die für alle Monomorphismen aller Kategorien gilt, so gilt der duale Satz für alle Epimorphismen, denn diese sind ja gerade die Monomorphismen in der dualen Kategorie. So kann man aus dem Satz, dass die Komposition zweier Monomorphismen wieder ein Monomorphismus ist, mit Verweis auf das Dualitätsprinzip schließen, dass auch die Komposition zweier Epimorphismen wieder ein Epimorphismus ist.
Hat man entsprechend einen Satz, der für alle Produkte in allen Kategorien gilt, so gilt die dualisierte Form auch für alle Koprodukte, denn diese sind ja gerade die Produkte in der dualen Kategorie. Die Kategorientheorie enthält eine Unzahl von solchen dualen Begriffspaaren, die man in dieses Schema bringen kann. Häufig wird der duale Begriff einfach mit der Vorsilbe ko- versehen, wie etwa bei den obigen Beispielen Produkt und Koprodukt, Vollständigkeit und Kovollständigkeit aber auch Kern und Kokern und viele mehr, oft hat man aber auch andere etablierte Begriffspaare wie Monomorphismus und Epimorphismus, Pullback und Pushout, oder Retraktion und Schnitt (letzteres nennt man auch Koretraktion).
Diese dualen Begriffsbildungen und Schlussweisen sind für Kategorientheoretiker derart selbstverständlich, dass sie die duale Version oft nicht einmal ausformulieren.
Schließlich gibt es noch selbstduale Begriffe, das sind solche, bei der die Dualisierung zum selben Begriff führt. Als Beispiele wären hier Isomorphismus oder ausgeglichene Kategorie zu nennen.